# Fluitenberg
Fluitenberg est un village situé dans la commune néerlandaise de Hoogeveen, dans la province de Drenthe. Le 1er janvier 2006, le village comptait 372 habitants.